# Расходы на медицину
Расходы на медицину (здравоохранение) — совокупность государственных, частных и внешних расходов, а также расходы системы социального обеспечения и оплачиваемые наличными расходы на медицину. Показатель общих расходов на здравоохранение на душу населения является одним из основных индикаторов качества системы здравоохранения в критериях оценки Всемирной организации здравоохранения (ВОЗ).

## Общие расходы на медицину
Общие расходы на здравоохранение определяются как сумма трех составляющих:
- Расходы системы социального обеспечения на здравоохранение как часть от общих государственных расходов
- Платные медицинские услуги, оплачиваемые за счёт пациента
- Платные медицинские услуги, оплачиваемые через систему медицинского страхования (обязательное и добровольное медицинское страхование)

## Расходы на медицину и продолжительность жизни населения
В настоящее время ВОЗ проводит прямую зависимость между общими расходами на здравоохранение (на душу населения) и средней (ожидаемой) продолжительностью жизни.
Как правило, ожидаемая продолжительность жизни растет по мере увеличения общих расходов на здравоохранение на душу населения, однако с убывающей приростной отдачей: наиболее высокие уровни расходов на здравоохранение на душу населения связаны лишь с умеренным ростом ожидаемой продолжительности жизни или с отсутствием такого роста. Кроме того, в ряде стран достигнуты высокие уровни ожидаемой продолжительности жизни, несмотря на относительно более низкие расходы на здравоохранение на душу населения. Почти в четвёртой части стран расходы на здравоохранение в 2007 году были меньше 100 долл. США на душу населения: большинство этих стран относятся к Африканскому региону, и в трёх из четырёх из них ожидаемая продолжительность жизни при рождении составляла менее 60 лет. Странами с самыми высокими уровнями расходов на здравоохранение на душу населения являются главным образом страны Американского и Европейского регионов.
Так при показателе общих расходов на медицину (на душу населения) 100—500 долл. средняя (ожидаемая) продолжительность жизни составляет 47 — 67 лет. При увеличении расходов до 1000 долл. средняя (ожидаемая) продолжительность жизни увеличивается до 70 — 75 лет, а в промежутке 1000 — 3000 долл. средняя (ожидаемая) продолжительность жизни увеличивается до 75 — 80 лет. При дальнейшем увеличении общих расходов на медицину средняя (ожидаемая) продолжительность жизни увеличивается более низкими темпами.

## Общие расходы на здравоохранение в 2007 году
| Страна               | % от ВВП | На душу населения, в долл. США |
| -------------------- | -------- | ------------------------------ |
| Австралия            | 5,7      | 966                            |
| Австрия              | 9,1      | 1 523                          |
| Азербайджан          | 3,7      | 242                            |
| Албания              | 7,0      | 244                            |
| Алжир                | 4,4      | 173                            |
| Ангола               | 2,5      | 86                             |
| Андорра              | 7,6      | 2 948                          |
| Аргентина            | 10,0     | 663                            |
| Армения              | 4,4      | 133                            |
| Афганистан           | 7,6      | 42                             |
| Бангладеш            | 3,4      | 15                             |
| Бахрейн              | 3,7      | 902                            |
| Белоруссия           | 6,5      | 302                            |
| Бельгия              | 9,4      | 4 056                          |
| Бенин                | 4,8      | 32                             |
| Болгария             | 7,3      | 384                            |
| Боливия              | 5,0      | 69                             |
| Босния и Герцеговина | 9,8      | 397                            |
| Бразилия             | 8,4      | 1 606                          |
| Великобритания       | 4,0      | 467                            |
| Венгрия              | 7,4      | 1 019                          |
| Венесуэла            | 5,8      | 477                            |
| Вьетнам              | 7,1      | 58                             |
| Гаити                | 5,3      | 35                             |
| Германия             | 7,4      | 1 209                          |
| Греция               | 9,6      | 2 679                          |
| Грузия               | 8,2      | 191                            |
| Дания                | 8,0      | 551                            |
| Египет               | 6,3      | 101                            |
| Израиль              | 8,0      | 893                            |
| Индия                | 4,1      | 401                            |
| Индонезия            | 2,2      | 42                             |
| Иордания             | 8,9      | 248                            |
| Ирак                 | 9.1,5    | 626                            |
| Иран                 | 6,4      | 253                            |
| Ирландия             | 7,6      | 4 556                          |
| Исландия             | 9,3      | 5 971                          |
| Испания              | 8,5      | 2 712                          |
| Италия               | 6,7      | 489                            |
| Йемен                | 3,9      | 43                             |
| Казахстан            | 3,7      | 253                            |
| Камбоджа             | 12,9     | 36                             |
| Камерун              | 4,9      | 54                             |
| Канада               | 4,1      | 409                            |
| Катар                | 3,8      | 2 403                          |
| Кения                | 4,7      | 34                             |
| Кипр                 | 6,6      | 1 778                          |
| Киргизия             | 6,5      | 46                             |
| Китай                | 4,3      | 208                            |
| Колумбия             | 6,1      | 284                            |
| Куба                 | 10,4     | 585                            |
| Кувейт               | 2,2      | 901                            |
| Лаос                 | 4,0      | 27                             |
| Латвия               | 6,2      | 784                            |
| Ливан                | 8,8      | 525                            |
| Ливия                | 2,7      | 299                            |
| Литва                | 6,2      | 717                            |
| Малайзия             | 4,4      | 307                            |
| Мексика              | 5,9      | 564                            |
| Молдавия             | н.д.     | н.д.                           |
| Монголия             | 4,3      | 64                             |
| Нигерия              | 6,6      | 2074                           |
| Нидерланды           | 8,9      | 4 243                          |
| Никарагуа            | 8,3      | 92                             |
| Новая Зеландия       | 9,0      | 2 790                          |
| Норвегия             | 8,9      | 7 354                          |
| ОАЭ                  | 2,7      | 1 253                          |
| Пакистан             | 2,7      | 23                             |
| Польша               | 6,4      | 512                            |
| Португалия           | 10,0     | 2 108                          |
| Республика Корея     | 6,3      | 1 362                          |
| Россия               | 3,6      | 415                            |
| Румыния              | 4,7      | 369                            |
| Саудовская Аравия    | 3,4      | 531                            |
| Сингапур             | 3,1      | 1 148                          |
| Сирия                | 3,6      | 68                             |
| Словакия             | 7,7      | 557                            |
| США                  | 15,7     | 7 285                          |
| Сомали               | 2,6      | 8                              |
| Судан                | 3,5      | 40                             |
| Таджикистан          | 5,3      | 29                             |
| Таиланд              | 3,7      | 136                            |
| Туркмения            | 2,6      | 139                            |
| Турция               | 5,0      | 465                            |
| Узбекистан           | 5,0      | 41                             |
| Украина              | 6,9      | 210                            |
| Уругвай              | 8,0      | 582                            |
| Филиппины            | 3,9      | 63                             |
| Финляндия            | 8,2      | 3 809                          |
| Франция              | 11,0     | 4 627                          |
| Чехия                | 6,8      | 1 141                          |
| Швейцария            | 10,8     | 6 108                          |
| Швеция               | 9,1      | 4 495                          |
| Эквадор              | 5,8      | 200                            |
| Эстония              | 5,4      | 837                            |
| Эфиопия              | 3,8      | 9                              |
| ЮАР                  | 8,6      | 497                            |
| Ямайка               | 4,7      | 224                            |
| Япония               | 8,0      | 2 751                          |

## Расходы на здравоохранение в России
В 2017 году из средств, запланированных консолидированным бюджетом 2017 года на пять основных статей расходов, здравоохранение получило больше четверти: 3,5 трлн руб., или 11% расходной части. При этом в федеральном бюджете на здоровье государство запланировало потратить всего 363 млрд руб.
В 2018 году государственные расходы на здравоохранение составили 3952 млрд руб., они складывались из трех источников: средств Федерального фонда обязательного медицинского страхования (ФОМС), средств федерального и региональных бюджетов. Это по сравнению с 2017 г. рост на 14%.
В 2019 году ожидалось, что траты на медицину составят около 2,9 трлн руб. или 2,7% ВВП. При этом по итогам второго квартала траты на здравоохранение составили 1,6 трлн рублей
Расходы на здравоохранение в Москве за январь – май 2020 года составили 319,6 млрд рублей, из которых 227,9 млрд рублей по программе «Столичное здравоохранение», а остальные (91,7 млрд рублей) – из средств Московского городского фонда ОМС. По сравнению с аналогичным периодом 2019 года затраты увеличились на 133,2 млрд рублей, или на 71,4%.